# برص بلانفورد الصخري
برص بلانفورد الصخري (الاسم العلمي Bunopus blanfordii)، نوع من أبو بريص وفصيلة الوزغية توجد في فلسطين (توضيح) والأردن